# Kasaranahalli, Channarayapatna
Kasaranahalli là một làng thuộc tehsil Channarayapatna, huyện Hassan, bang Karnataka, Ấn Độ.